# カナリアス (フリゲート)
カナリアス（スペイン語：SPS Canarias, F86）は、スペイン海軍のミサイルフリゲート。サンタ・マリア級フリゲートの6番艦。艦名はカナリアス諸島に由来する。

## 艦歴
「カナリアス」は、バサンフェロル造船所で1992年4月15日に起工し、1993年6月21日に進水、1995年に就役した。
2010年12月にはアタランタ作戦に参加するためソマリア沖・アデン湾に展開する。アタランタ作戦には2度目の派遣となっている。